# 캐나다 왕립 연대
캐나다 왕립 연대(Royal Canadian Regiment (RCR))는 캐나다 육군의 보병연대이다.

## 역사
캐나다 왕립 연대는 1883년에 창설되었다.

## 예하 부대
- 제1대대: A ~ F
- 제2대대: G ~ L
- 제3대대: M ~ R
- 제4대대: S, T ~ X